# Manunggal Air Service
 (novembre 2019).
Si vous disposez d'ouvrages ou d'articles de référence ou si vous connaissez des sites web de qualité traitant du thème abordé ici, merci de compléter l'article en donnant les références utiles à sa vérifiabilité et en les liant à la section « Notes et références ».
Manunggal Air Service était une compagnie aérienne basée à Jakarta, en Indonésie. Elle exploitait des services de transport de passagers et de fret affrétés en Indonésie et dans les régions voisines. Sa base principale était l'aéroport Halim Perdanakusuma, Jakarta. 
La compagnie aérienne figurait sur la liste des transporteurs aériens interdits dans l'Union européenne. Manunggal Air Service a été classé dans la catégorie 2 par l'Autorité indonésienne de l'aviation civile pour la qualité de la sécurité aérienne. En 2015, la compagnie aérienne a cessé toutes ses opérations.

## Histoire
La compagnie aérienne a été créée et a commencé ses opérations en 1997. 
En mars 2007, le ministère indonésien des transports, soumis à d'énormes pressions politiques pour améliorer la sécurité aérienne en Indonésie, a averti qu'il fermerait sept compagnies aériennes à moins qu'elles n'améliorent la formation et la maintenance dans les trois mois suivants. Le ministère a élaboré une formule pour classer les compagnies aériennes en trois bandes. Les membres de la troisième bande (moins sûre) sont Adam Air, Batavia Air, Jatayu Airlines, Kartika Airlines, Manunggal Air Service, Transwisata Prima Aviation et Tri-MG Intra Asia Airlines. 

## Sources
- (en) Cet article est partiellement ou en totalité issu de l’article de Wikipédia en anglais intitulé « Manunggal Air Service » (voir la liste des auteurs).